# Sarlhusen
Sarlhusen è un comune tedesco del circondario di Steinburg, nella regione dello Schleswig-Holstein. Ha circa 500 abitanti.